# Associazione Sportiva Cittadella
Maillots
Actualités
L’Associazione Sportiva Cittadella est un club italien de football. Il est basé à Cittadella dans la province de Padoue, en Vénétie.

## Historique
| \| Cittadella \| Emplacement de Cittadella, en Italie. |
| Cittadella                                             |

L'Associazione Sportiva Cittadella a été fondée en 1973, après la fusion de l'US Cittadellese (créé en 1920) et de l'AC Olimpia (créé en 1948). Le club a passé la plupart de ses premières années dans le football amateur, puis le football professionnel à partir des années 1990 et son accession en Serie C2 (D4) puis Serie C1 (D3). Cittadella a remporté sa première promotion en Serie B (D2) en 1999 après avoir battu le Brescello Calcio en finale des séries éliminatoires, et a passé deux saisons au total dans ce deuxième niveau le plus élevé du football italien avant d'être relégué à la fin de la saison 2001-2002. Au cours de son premier séjour en Serie B, le club a joué au Stadio Euganeo à Padoue et, dans une tentative pour élargir sa base de supporters, a été rebaptisé en Associazione Sportiva Cittadella Padova, (Padova étant le nom italien de Padoue), étant donné que Padoue est la principale ville des environs en plus d’être la capitale de la province du même nom dont Cittadella fait partie.
Cittadella retourne en Serie B au printemps 2008, après avoir vaincu l'US Cremonese dans les séries éliminatoires 2007-2008 du groupe A de Serie C1 (D3), sous la houlette de l'entraîneur Claudio Foscarini. Pour la saison 2008-2009, le club mène le projet de porter la capacité du Stadio Tombolato à 7 500 places assises, afin de pouvoir continuer à jouer ses matches à domicile dans la ville de Cittadella (avec toutefois une dispense de la FIGC, puisqu'en théorie seuls les clubs équipés d'un stade d'au moins 10 000 sièges ont le droit d'intégrer la Serie B). Ainsi, Cittadella a joué les premiers matchs de la saison au Stadio Omobono Tenni à Trévise, qui est situé à environ 40 km du siège de l'USC. Après quelques retards dans l'avancée des travaux, le premier match de Serie B disputé sur le territoire de la commune de Cittadella se tient le 29 octobre 2008, contre l'AC Ancône. Le club échappe à la relégation dans les ultimes journées de la saison.
Cittadella est finalement relégué en 2015, mais retrouve la Serie B en 2016 après avoir été champion de Lega Pro (anciennement Serie C). Le club gagne ses trois premiers matches et truste alors, seul, la première place du championnat.

## Palmarès et résultats

### Palmarès
| Compétitions nationales | Compétitions régionales                                    |
| - Lega Pro (D3) : - Champion (1) : 2016. - Serie C2 (D4) : - Vice-champion (1) : 1998. - Campionato Interregionale (D5) : - Champion (1) : 1989 (groupe D). - Vice-champion (1) : 1984. - Campionato Nazionale Dilettanti (D5) : - Champion (1) : 1993 (groupe B). - Coppa Italia Dilettanti : - Vainqueur (1) : 1980. | - Prima Categoria (D8) : - Champion (1) : 1978 (groupe D). |

### Records individuels
|   | Nom                | Matchs | Dates                |
| - | ------------------ | ------ | -------------------- |
| 1 | Manuel Iori        | 339    | 2006-2009, 2015-2021 |
| 2 | Joachim De Gasperi | 299    | 2000-2011            |
| 3 | Alberto Marchesan  | 285    | 2002-2012            |
| 4 | Davide Carteri     | 260    | 2002-2011            |
| 5 | Roberto Musso      | 235    | 2000-2011            |

|   | Nom                 | Buts | Dates                |
| - | ------------------- | ---- | -------------------- |
| 1 | Claudio Coralli     | 58   | 2007-2008, 2013-2016 |
| 2 | Enrico Sambo        | 49   | 1987-1991            |
| 3 | Manuel Iori         | 49   | 2006-2009, 2015-2021 |
| 4 | Riccardo Meggiorini | 44   | 2006-2009            |
| 5 | Alessandro Sgrigna  | 39   | 2003-2005, 2014-2016 |

## Identité du club

### Changements de nom
- 1973-2000 : Associazione Sportiva Cittadella
- 2000-2004 : Associazione Sportiva Cittadella Padova
- 2004- : Associazione Sportiva Cittadella

### Logo

Logo jusqu'en 2023.
Logo depuis 2023.

L'emblème historique du club de Cittadella représente une tour stylisée au premier plan et un château en arrière-plan. Le blason actuel, sous la forme d'un cercle, présente toujours une tour au premier plan avec à l'intérieur le chariot de Carrare avec quatre ballons de football et, dans la partie supérieure, l'inscription A.S. Cittadella. Dans la partie inférieure, est indiquée l'année de la fondation de la du club, à savoir 1973.

### Couleurs
Le tenue de jeu classique portée par Cittadella est entièrement composée de grenat avec des inserts blancs. Souvent, l'uniforme a été caractérisée par l'insertion d'une impression représentant du Chariot de Carrare, symbole de la famille aristocratique padouane des Carrare, qui, avec le temps, a joué un rôle de plus en plus important dans l'identification de l'équipe, au point d'apparaître dans sur le logo, à cause des fans qui l'ont intégré sur leurs bannières et drapeaux. Le Chariot n'est néanmoins plus présent sur les maillots depuis la saison 2014-2015. La tenue extérieures est jaune, souvent avec des inserts de grenat.

## Joueurs et personnalités du club

### Présidents
Le tableau suivant présente la liste des présidents du club depuis 1973.
| Rang | Nom              | Période   |
| ---- | ---------------- | --------- |
| 1    | Angelo Gabrielli | 1973-1986 |
| 2    | Giancarlo Pavin  | 1986-1993 |

| Rang | Nom              | Période   |
| ---- | ---------------- | --------- |
| 3    | Angelo Gabrielli | 1993-1994 |
| 4    | Ettore Moletta   | 1994-1995 |

| Rang | Nom                   | Période   |
| ---- | --------------------- | --------- |
| 5    | Piergiorgio Gabrielli | 1995-2002 |
| 6    | Angelo Gabrielli      | 2002-2009 |

| Rang | Nom              | Période |
| ---- | ---------------- | ------- |
| 7    | Andrea Gabrielli | 2009-   |

### Entraîneurs
Le tableau suivant présente la liste des entraîneurs du club depuis 1973.
| Rang | Nom                | Période   |
| ---- | ------------------ | --------- |
| 1    | Giorgio Pizziolo   | 1973-1979 |
| 2    | Roberto De Bortoli | 1979-1983 |
| 3    | Mario Tonello      | 1983-1987 |
| 4    | Lucio Fasolato     | 1986-1987 |

| Rang | Nom               | Période   |
| ---- | ----------------- | --------- |
| 5    | Paolo Bottacin    | 1987-1991 |
| 6    | Gianni Rossi      | 1991-1994 |
| 7    | Gesualdo Albanese | 1994-1996 |
| 8    | Dino D'Alessi     | 1995-1996 |

| Rang | Nom               | Période   |
| ---- | ----------------- | --------- |
| 9    | Ezio Glerean      | 1996-2002 |
| 10   | Rolando Maran     | 2002-2005 |
| 11   | Claudio Foscarini | 2005-2015 |
| 12   | Roberto Venturato | 2015-2021 |

| Rang | Nom            | Période |
| ---- | -------------- | ------- |
| 13   | Edoardo Gorini | 2021-   |

### Joueurs emblématiques
- Antonio Barreca
- Daniele Baselli
- Cristiano Biraghi
- Nicolò Cherubin
- Alex Cordaz
- Simone Farina
- Manolo Gabbiadini
- Massimiliano Giacobbo
- Riccardo Meggiorini
- Carlo Nervo
- Andrea Pierobon
- Federico Piovaccari
- Fausto Pizzi
- Matteo Rubin
- Francesco Ruopolo
- Mattia Zaccagni
- Carlo Zotti
- Damien Chrysostome
- Milan Đurić
- Christian Kouamé
- Robert Maah
- Jonathan Rossini

## Infrastructures, soutiens et image

### Stades
| Période   | Stade                        | Commune    |
| 1973-1982 | Stadio comunale D’Alvise     | Cittadella |
| 1982-2000 | Stadio Pier Cesare Tombolato | Cittadella |
| 2000-2002 | Stadio Euganeo               | Padoue     |
| 2002-2007 | Stadio Pier Cesare Tombolato | Cittadella |
| 2008      | Stadio Omobono Tenni         | Trévise    |
| 2009-     | Stadio Pier Cesare Tombolato | Cittadella |

L'US Cittadella, à partir de 1973 (l'année de naissance du club), jusqu'à la saison 1981-1982 a joué ses matchs à domicile au Stade municipal D'Alvise, qui a ensuite été utilisés pour les séances d'entraînement des équipes de jeunes. Après cette période, il s'installe au Stade Pier Cesare Tombolato, aujourd'hui encore le siège des matchs de «Citta». Le nom de ce stade fut choisi en l'honneur du gardien éponyme de l'AC Olympia Cittadella (l'un des deux clubs constitutifs de l'US Cittadella) qui est décédé le 25 mars 1957 après un affrontement a eu lieu quelques jours avant un match amical opposant sa formation à son rival local de l'AC Padoue en catégorie juniore.

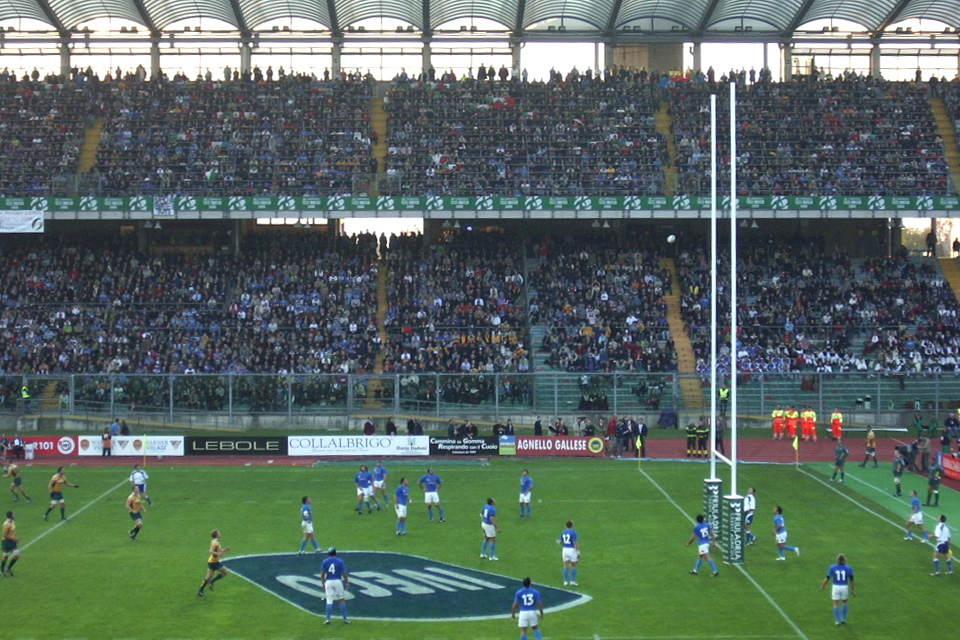
Stadio Euganeo lors du match de rugby Italie-Australie (20–30), le 8 novembre 2008

Le complexe est composé d'un terrain doté d'une pelouse naturelle et entouré une piste d'athlétisme, de deux tribunes couvertes et d'un virage utilisé comme zone d'accueil des supporters adverses (1144 places), pour une capacité totale de 7 632 places assises. Une première rénovation et d'agrandissement de l'infrastructure fut lancée en 2000 pour le mettre en adéquation avec les standards des clubs professionnels après la première promotion historique de Serie B. Pour permettre ces travaux, l'équipe a dû déménager temporairement au Stadio Euganeo à Padoue, une installation capable d'accueillir près de 20 000 spectateurs. Ce changement, qui a engendré beaucoup de critiques de la part des habitants de Cittadella, a perduré jusqu'en 2002, date à laquelle l'équipe retourne jouer dans son Stade Pier Cesare Tombolato rénové.
A l'aube de la saison 2008-2009 de Serie B, l'AS Cittadella doit à nouveau déplacer ses matchs à domicile en raison de travaux à Tombolato, mais opte cette fois pour le Stadio Omobono Tenni de Trévise (à 40 km de Cittadella), où le dernier match joué avant le “retour à la maison”, contre l'AS Bari, se tient 29 octobre 2008 devant une assistance de 621 spectateurs seulement.

## Aspects économiques et financiers

### Équipementiers
- 198?-199?:  Ennerre
- 199?-199?:  Erreà
- 199?-199?:  Virma
- 199?-2001:  Hummel
- 2001-2009:  Legea
- 2009-2017:  Garman
- 2017-2019:  Boxeur Des Rues
- 2019-:  Mizuno

### Sponsors principaux
- 198?-199?:  Siderurgica Gabrielli
- 199?-2000:  Euromop
- 2000-2004:  Imasaf
- 2004-2005:  Siderurgica Gabrielli
- 2005-2006:  Alessio
- 2006-2009:  Siderurgica Gabrielli
- 2009-2010:  Siderurgica Gabrielli &  Gruppo Tosetto (pour 2 matches)
- 2010-2011:  Siderurgica Gabrielli &  Elledì
- 2011-2012:  Siderurgica Gabrielli,  Metalservice &  Limonta
- 2012-2013:  Siderurgica Gabrielli &  Metalservice
- 2013-2014:  Siderurgica Gabrielli,  Metalservice,  Gavinox &  New Generation Mobile
- 2014-2015:  Siderurgica Gabrielli,  Metalservice &  New Generation Mobile
- 2015-2019:  Siderurgica Gabrielli,  Ocsa &  Gavinox
- 2019-:  Sirmax,  Gabrielli &  Gavinox